# Фламинии
Фламиниите (Flaminii) са римска плебейска фамилия от gens Flaminia. Тяхното име е Фламиний (Flaminius)
Познати с това име:
- Гай Фламиний Непот, консул 223 и 217 пр.н.е., който умира в битката при Тразименското езеро против Ханибал.
- Гай Фламиний, консул 187 пр.н.е., син на Гай Фламиний
- Гай Фламиний: едил 67 пр.н.е.
- Луций Квинкций Фламинин, консул през 192 пр.н.е.

Други:
- Виа Фламиния, път, построен от консул Гай Фламиний (220 пр.н.е.)
- Цирк Фламиний (Circus Flaminius), построен от цензор Гай Фламиний (221 – 220 пр.н.е.)